# Diploperla morgani
Diploperla morgani is een steenvlieg uit de familie Perlodidae. De wetenschappelijke naam van de soort is voor het eerst geldig gepubliceerd in 1979 door Kondratieff & Voshell.